# 红白

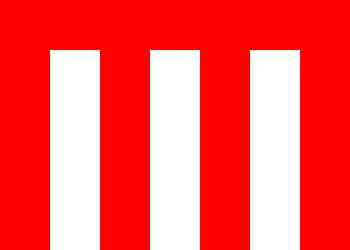
红白幕的图案

紅白指的是紅、白两种颜色並列；特別在日本，红白（日语：／ kōhaku */?）二色是用以庆祝的传统颜色，同时也是用来区分“互相对抗的两个组别”的颜色。
红白幕（即红白色的幕帘）是一种在日本各种场合使用的装饰性织物，由纵向红白相间的条纹而得名。其一般在正式场合挂在墙上以凸显节日氛围，如学校的毕业仪式。但也可在较不正式的场合花用来标记或装饰空间，例如室外茶道活动，抑或是赏花野餐。

## 概要
据说日本“红白”二色文化的根源來自於源平合戰，源氏使用白旗与使用红旗的平氏作战。又由于红白二色对比明显，因此在日本已被用作传统的对抗用配色。然而，还有其他有关红白配色的根源的理论，因此“红白”的历史起源尚未有定论。

## 相关事物
- NHK红白歌合战
- 红白幕
- 红白饼
- 东方project角色 博丽灵梦
- 超級巨星红白藝能大賞